# Harry Potter y el misterio del príncipe
Harry Potter y el misterio del príncipe (título original en inglés: Harry Potter and the Half-Blood Prince) es el sexto libro de la serie literaria Harry Potter escrito por la autora británica J. K. Rowling y publicado por primera vez, en inglés, el 16 de julio de 2005.
La novela relata los acontecimientos posteriores a Harry Potter y la Orden del Fénix y que preceden a Harry Potter y las reliquias de la Muerte. Desarrollada en el sexto año de Harry Potter en el Colegio Hogwarts, la obra explora el pasado del mago oscuro lord Voldemort, así como los preparativos del protagonista junto con su mentor Albus Dumbledore para la batalla final detallada en el siguiente libro, el último de la serie.
Para su país de origen, Reino Unido, la editorial Bloomsbury publicó el libro el mismo día en el que Scholastic Corporation hizo llegar su edición a Estados Unidos, con una tirada inicial que consistió en 10,8 millones de ejemplares en territorio angloparlante. En cambio, la editorial propietaria de los derechos de publicación en español, Editorial Salamandra, publicó su versión el 23 de febrero de 2006; el título de la edición en español difirió del sentido del original, dado que literalmente se traduce como Harry Potter y el príncipe mestizo.
La obra logró el éxito tanto comercialmente como en críticas, rompió récords de ventas y ganó diversos premios literarios y una aceptación por parte de los círculos de la industria literaria. Muchas de las críticas hechas a la novela giraron en torno a la evolución del estilo de Rowling pues se alejaba del tono infantil con el que había construido sus novelas anteriores, por lo que se recalcó la ambientación sombría que guardaba la historia. No obstante, el hecho de que el final pareciese predecible a través de ciertos pasajes fue objeto de varias críticas. En sus primeras 24 horas de publicación se comercializaron nueve millones de copias, récord que superaría más tarde su secuela.
Se realizó una adaptación en formato de audiolibro, el cual comenzó a distribuirse el mismo día que la novela homónima. El largometraje basado en la novela, que contó con la dirección de David Yates, se estrenó en cines cuatro años después, el 15 de julio de 2009. Igualmente se han creado videojuegos sobre el libro, uno lanzado en 2009 con la finalidad de que coincidiese con el debut de la película, y otro como parte de la bilogía de juegos Lego Harry Potter.

## Argumento
En el verano de 1996, el ex ministro de Magia Cornelius Fudge visita al primer ministro del Reino Unido para comentarle que ha sido despedido y que Rufus Scrimgeour ocupará el puesto. El exfuncionario advierte que lord Voldemort ha regresado y que su ira se reflejará tanto en el mundo mágico como en el muggle. Mientras tanto, Severus Snape, miembro de la Orden del Fénix liderada por Albus Dumbledore y antiguo sirviente de Voldemort, se reúne con Narcissa Malfoy y esta le pide que ayude a su hijo Draco en una misión secreta que Voldemort le encargó. El profesor realiza un Juramento Inquebrantable con la bruja prometiendo que ayudará a Draco a cumplir con la tarea del Señor Tenebroso.
Harry Potter acompaña a Albus Dumbledore al hogar de Horace Slughorn, antiguo profesor de Pociones en Hogwarts y le persuaden de retomar sus labores en el instituto. Cuando Harry y sus amigos Ron y Hermione van al callejón Diagon para comprar materiales escolares, observan a Draco Malfoy encaminarse a Borgin y Burkes, una tienda proveedora de elementos relacionados con las artes oscuras. Ante esto y disimuladamente, los tres protagonistas le siguen los pasos y se percatan de que Draco le insiste al propietario del establecimiento para que arregle un objeto desconocido. Inmediatamente, Harry sospecha de él, catalogándolo como mortífago.
De vuelta en la escuela, Snape ocupa el cargo de Defensa contra las Artes Oscuras y es reemplazado en Pociones por Slughorn, en la que Harry, a diferencia de ocasiones pasadas, comienza a destacar. Esto se debe a que recibe un libro de texto de pociones lleno de numerosas anotaciones y que, según proclama en la última página, en otra época perteneció a algún individuo llamado «el Príncipe Mestizo». Durante gran parte del curso, el joven mago sigue el rastro de Draco Malfoy para validar sus sospechas, percatándose que es imposible encontrarlo en su Mapa del Merodeador. El protagonista deduce entonces que, cuando el mapa no exhibe a Draco, se debe a que este emplea la Sala de los Menesteres, lugar capaz de transformarse en lo que el usuario desee. Harry está imposibilitado para entrar en la sala a menos que conozca exactamente para qué fines la utiliza Draco.
Dumbledore organiza reuniones periódicamente con Harry para usar el pensadero que les posibilita presenciar recuerdos de aquellos que tuvieron contacto directo con Voldemort, con el fin de tomar ventaja para la ya predicha batalla final. En un recuerdo de Slughorn, observan que este le revela a Voldemort cómo dividir el alma de una persona y depositar los fragmentos en distintos objetos llamados «Horrocruxes». Dumbledore afirma que el Señor Tenebroso dividió su alma antes de que su cuerpo fuese destruido: dos de los denominados Horrocruxes ya han sido exterminados, tres de éstos pertenecieron a tres de los fundadores de Hogwarts, y que el último reside en la serpiente del mago oscuro.
Durante los últimos días del curso escolar, Harry y Dumbledore emprenden un viaje fuera de Hogwarts para buscar y destruir uno de los Horrocruxes. Se trasladan a una cueva de un risco asociada con la infancia de Voldemort y protegida por magia oscura. Una vez ahí, llegan a un contenedor en el que el supuesto Horrocrux se oculta debajo de una poción. Dumbledore la bebe, se debilita y lucha al lado de Harry contra un ejército de Voldemort formado por cadáveres resucitados, los Inferi. Cogen el Horrocrux, el guardapelo de Slytherin, y cuando regresan a Hogwarts observan la marca tenebrosa –símbolo de la presencia de Voldemort o sus aliados– por encima de la torre astronómica.
En la torre, Dumbledore utiliza su magia para congelar inadvertidamente a Harry cuando este se oculta bajo su capa, Draco sube y desarma a Dumbledore amenazando con matarlo, cumpliendo así con la misión que Voldemort le otorgó –esto es, permitir el paso de mortífagos a la escuela mediante un pasaje oculto entre Hogwarts y Borgin y Burkes–. Dumbledore intenta convencerlo de que él no es un asesino, pero Snape entra inesperadamente en la torre y asesina a Dumbledore. Por el asesinato, el hechizo que petrificaba a Harry se deshace y de inmediato sigue a Snape para vengar la muerte del viejo hechicero. En tanto se libra una batalla entre la Orden del Fénix, el Ejército de Dumbledore y otros alumnos y profesores contra los mortífagos, Snape revela su identidad como el Príncipe Mestizo y logra huir. Después de lo sucedido, Harry descubre que el guardapelo que recuperó junto con Dumbledore no es el verdadero Horrocrux, pues alberga únicamente una nota procedente de un tal «R. A. B.».
Tras el funeral de Dumbledore, Hermione le explica a Harry que Snape se autonombró «el Príncipe Mestizo» puesto que su padre era muggle en tanto que su madre poseía poderes mágicos —cuyo nombre de soltera era Príncipe—. Dispuestos a encontrar los restantes pedazos del alma de Voldemort y por ende no cursar su último año lectivo en Hogwarts, Harry, Ron y Hermione emprenden una travesía, dejando a la comunidad mágica a merced del segundo levantamiento del Señor Tenebroso.

## Personajes que aparecen y voces (Español)
- Harry Potter: Axel Amigo
- Ron Weasley: Ian Lleonart
- Hermione Granger: Laura Pastor
- Albus Dumbledore: Claudio Rodríguez
- Draco Malfoy: Txema Regalado
- Severus Snape: Juan Carlos Gustems
- Cornelius Fudge: Carlos Ysbert
- Bellatrix Lestrange: Estíbaliz Lizárraga
- Lord Voldemort: Lorenzo Beteta
- Dobby: Eduardo Gutiérrez
- Rubeus Hagrid: Carlos Kaniowsky
- Lucius Malfoy: Carlos del Pino
- Nymphadora Tonks: Inés Blázquez
- Sirius Black: Pedro Molina

## Composición

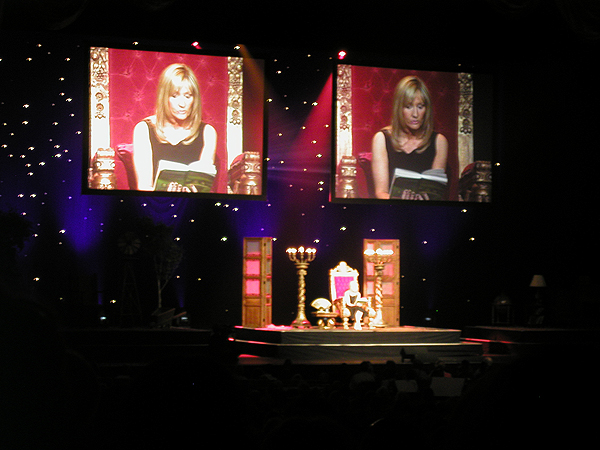
J. K. Rowling efectuando una lectura del libro.

Cuando escribió El cáliz de fuego, Rowling no había planeado el seguimiento que le daría a la novela y al final se vio en la necesidad de reescribir una tercera parte de lo que ya tenía. Debido a esto, en una entrevista la autora expresó: «he planeado el sexto libro durante años, pero antes de comenzar a escribirlo con seriedad pasé dos meses revisando de nuevo los bocetos para asegurarme por completo de lo que estaba haciendo». Comenzó a escribir el manuscrito antes de que naciera su segundo hijo, David, pero lo dejó por un tiempo para cuidar del niño, pues como la autora reconoció la dedicación que le dio a sus hijos no era compatible con las ocho o nueve horas diarias que le llevaba escribir las novelas.
Añadió información que primeramente había escrito para el segundo tomo de la serie, La cámara secreta, y que «no encajaba del todo» pues suponía una divulgación prematura de la trama. El primer capítulo que presenta la novela, «El otro Ministro» —que detalla una reunión entre el primer ministro británico, el ministro de Magia Cornelius Fudge, y el sucesor del cargo de este último, Rufus Scrimgeour—, es un concepto que la escritora pretendió introducir como primer capítulo en La piedra filosofal, luego en La cámara secreta, y más tarde como parte de El prisionero de Azkaban. Al final optó por incluirlo en El misterio del príncipe, debido a que «por fin concordaba».
Si bien declaró que El cáliz de fuego había sido la novela que le había dado más dificultades en la redacción, la novelista apuntó que se encontraba «seriamente desesperada» al escribir el final de El misterio del príncipe. Cuando le preguntaron si le agradó escribir la novela, respondió: «Me agradó más de lo que me agradó [el] “Cáliz” [de fuego], [la Orden del] “Fénix” y [la] “Cámara” [secreta], cuando las terminé. Con el libro seis demuestro lo que siempre deseé hacer y aun cuando a nadie más le guste (algunos no lo harán), sé que permanecerá como uno de mis favoritos de la serie. ¡Al final tienes que darte gusto a ti mismo antes de que le des gusto a alguien más!». Casi un año antes de su publicación original, Rowling manifestó en su sitio web oficial su voluntad de que otro personaje muriera —a partir de la cuarta novela había empleado el recurso literario de la muerte de un personaje como final del libro—, anunció que fue sucedido ante una serie de apuestas no oficiales en las que se barajaron las posibilidades de qué personaje sería. Justo cuando Rowling había concluido la escritura de la novela nació su tercera hija, por lo que se la dedicó: «Para mi preciosa hija Mackenzie, este hermano gemelo de tinta y papel».
Rowling reveló el título de la novela en su sitio web oficial el 29 de junio de 2004. The Half-Blood Prince —en español significa «El príncipe mestizo», aunque la versión en dicho idioma se publicó como El misterio del príncipe— era el título provisional de La cámara secreta y Rowling declaró que originalmente intentó presentar algunas «piezas cruciales de información» en el segundo libro, pero finalmente dispuso que «el hogar adecuado para esta información era el libro número seis». El 21 de diciembre de 2004, anunció que había completado su manuscrito, al igual que dio a conocer la fecha de su lanzamiento, es decir, el 16 de julio del siguiente año. Asimismo, Bloomsbury, la editorial encargada de su distribución en el Reino Unido, dio a conocer la ilustración que acompañaría la portada del libro el 8 de marzo de 2005.

## Publicación

### Controversias prepublicación

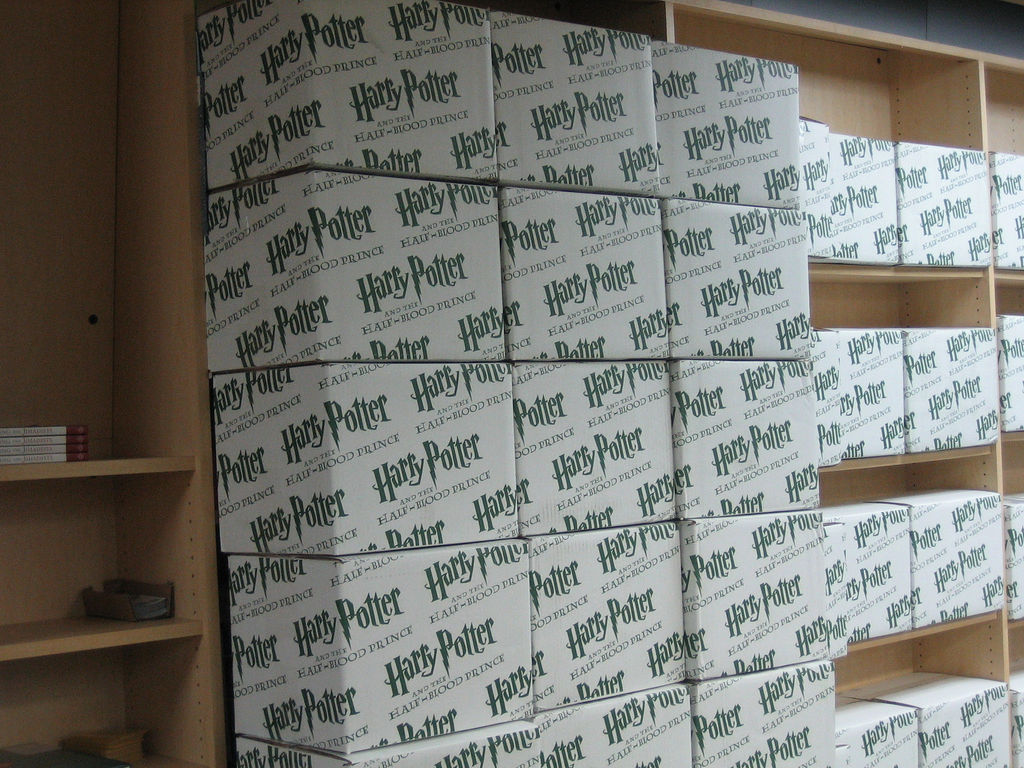
Cajas de libros de Harry Potter y el misterio del príncipe cuya venta estaba prohibida antes de la fecha estrictamente estipulada.

Con anterioridad al lanzamiento global de El misterio del príncipe surgieron una serie de polémicas asociadas con el robo de ejemplares antes de su distribución, campañas en pro de la ecología, entre otras. En mayo de 2001, varias casas de apuestas del Reino Unido cerraron aquellas que discutían qué personaje era el que moriría en el libro, por temor de que se filtrara la verdadera respuesta y en todo caso se confirmase. Una considerable cantidad de apuestas de alto valor recayeron sobre la muerte del personaje de Albus Dumbledore, en especial del pueblo inglés Bungay, en donde se acusó la distribución prematura de ejemplares. A pesar de las protestas, las apuestas siguieron su camino. Adicionalmente, como respuesta a la campaña que Greenpeace, National Wildlife Federation y otras organizaciones de Internet difundían a favor de la manufactura de libros superventas con papel reciclado, la editorial Bloomsbury publicó el libro con esta clase de material en un 30%. De forma similar, Scholastic lanzó libros sin fibra de bosques antiguos, con lo que maximizó el contenido reciclado post-consumo con cualquier fibra virgen procedente de fuentes certificadas por el Consejo de Administración Forestal.
A comienzos del mes de julio de 2005, en Coquitlam (Columbia Británica, Canadá), la cadena de hipermercados canadiense Real Canadian Superstore vendió accidentalmente 14 copias de El misterio del príncipe antes de la fecha que estrictamente se había establecido. La editorial canadiense, Raincoast Books, recibió una medida cautelar por parte de la Suprema Corte de Columbia Británica que dictaminaba la prohibición de los compradores tanto de leer los libros antes de la fecha de lanzamiento oficial como de discutir el contenido públicamente. Por ello, a los compradores se les ofreció una camiseta de Harry Potter y una copia autografiada de la novela si devolvían sus libros antes del 16 de julio.
El 15 de julio, menos de doce horas antes de que la entrega saliera a la venta en la zona del tiempo del este —ET—, Raincoast advirtió al periódico The Globe and Mail que si publicaba una reseña crítica de un analista canadiense a partir de medianoche, como el periódico había anticipado, se tomaría como una violación al mandato judicial. Dicha orden provocó una gran cantidad de artículos periodísticos profiriendo que el mandato restringía derechos fundamentales. Un profesor de derecho canadiense, Michael Geist, subió un comentario sobre la situación en su blog de Internet; Richard Stallman llamó a un boicot, donde solicitó a la editorial que emitiera una disculpa. De esta manera, The Globe and Mail publicó una crítica compuesta por dos escritores británicos en su edición del 16 de julio y asimismo publicó la del escritor canadiense en su página web oficial a las 9:00 de esa misma mañana. Raincoast también difundió una explicación y aclaración sobre lo sucedido en su sitio web.

### Lanzamiento y publicidad

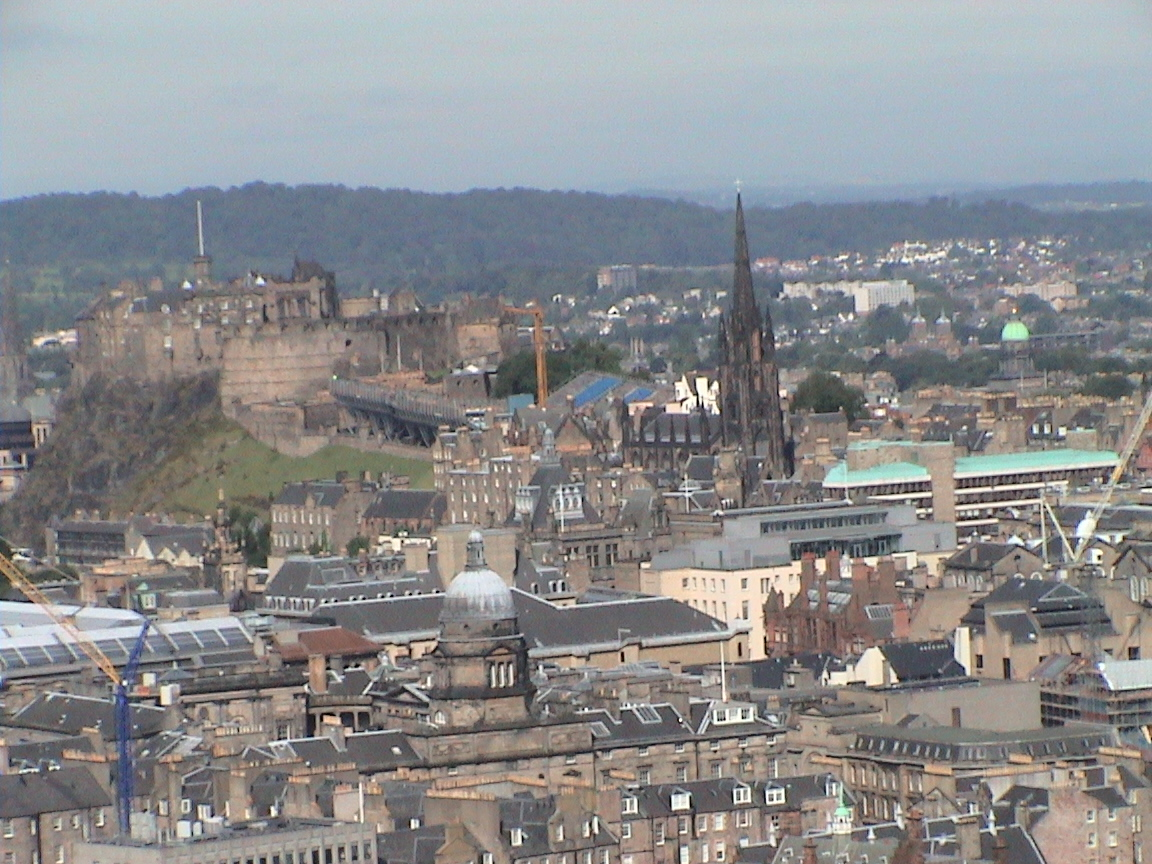
Vista de Edimburgo, Escocia. Frente al castillo principal de la ciudad se aprecian los preparativos para el lanzamiento de la novela, pues se realizaría un evento para la publicación.

A inicios de julio de 2005, Bloomsbury inició una multimillonaria campaña para promocionar la novela alrededor de varias ciudades del Reino Unido. A partir de ésta es que comenzaron a circular más de 20000 autobuses a través de Inglaterra y la República de Irlanda con la portada del libro y la frase All Aboard For Harry —traducida al español como «Todos a bordo por Harry»— impresas a sus costados. Asimismo, la editorial se encargó de proporcionar a muchas librerías un reloj de cuenta regresiva de 16 días, en referencia al período que faltaba para el lanzamiento de medianoche de la obra y del comienzo de una serie de festividades por tal acontecimiento. Igualmente, repartió pósteres publicitarios con el eslogan The Wizarding Hour Approaches - Set Your Alarm —«La hora mágica se acerca - Prepara tu alarma»—. Se organizó un concurso en el que 70 jóvenes tuvieron la posibilidad de ser los primeros en conseguir el libro en un evento dirigido por Rowling —quien además autografió sus ejemplares— al que acudieron más de 2000 aficionados; esto en Edimburgo, Escocia, donde el castillo principal de la ciudad fue decorado para lucir similar al colegio Hogwarts, escenario principal del universo de Harry Potter, a lo largo de toda una semana.
De la misma manera, Scholastic realizó un sorteo para bibliotecas públicas de los 50 estados de la Unión Americana, cuya recompensa consistió en una copia de la primera edición de El misterio del príncipe, firmada por la propia Rowling. Un día antes del lanzamiento, la editorial organizó y transmitió en vivo a través del sitio oficial de Harry Potter una lectura de un fragmento del primer capítulo de la novela efectuada por la escritora.
Con una tirada inicial de casi 10,8 millones de ejemplares en territorio occidental, todas la ediciones en idioma inglés de Harry Potter y el misterio del príncipe salieron a la venta en todo el mundo un minuto después de medianoche, es decir, a las 00:01 UTC+1, el 16 de julio de 2005. Para la ocasión, una gran cantidad de librerías y centros comerciales de varios países permanecieron abiertos toda la noche que conducía a la víspera del lanzamiento. Las celebraciones atrajeron una gran cobertura por parte de los círculos mediáticos. La traducción de la novela al idioma español, cuya distribución y edición hacia los países hispanohablantes está a cargo de la Editorial Salamandra, se publicó el 23 de febrero del siguiente año, 2006. Este se comercializó con una tirada inicial de más de un millón de ejemplares para España, Latinoamérica y la comunidad de hablantes en español de Estados Unidos, aunado a la celebración de fiestas y concursos, así como la realización de varias actividades recreativas en distintas librerías y otros puntos comerciales.

## Análisis literario

### Estructura y género
En este volumen se adopta en un capítulo, por tercera vez en la historia de la serie, un punto de vista diferente al de Harry. Anteriormente, la figura del narrador omnisciente había sido empleada por la autora en los primeros capítulos de La piedra filosofal y de  El cáliz de fuego. En El misterio del príncipe, la historia comienza siendo narrada por el primer ministro británico, mientras que el segundo capítulo es relatado por Narcisa Malfoy; Harry está ausente en ambos episodios. De acuerdo con Rowling: «en estos dos primeros capítulos estaba tratando de expresar que este conflicto se está intensificando cada vez más», haciendo hincapié en el ascenso al poder del principal antagonista de la serie. De acuerdo con la misma escritora, este volumen es como «el primer tomo del final de la historia». Por ello es que la estructura que constituye a la novela permite que ésta sea la menos autónoma de todo el conjunto, puesto que funciona más como antesala de Harry Potter y las reliquias de la Muerte que como una aventura independiente.
En palabras de Stephen King, las novelas de Harry Potter son «astutos cuentos de misterio», y cada libro está construido al estilo de las aventuras de Sherlock Holmes, en las cuales se dejan un número de pistas escondidas en la secuencia narrativa, mientras los personajes persiguen a una serie de sospechosos a lo largo de insólitos escenarios, que conducen a una conclusión inesperada. En este caso se emplea como recurso literario una intriga central —las lecciones de Dumbledore sobre los Horrocruxes— que se va develando poco a poco. A su vez, hay un misterio secundario que gira en torno a la identidad del Príncipe mestizo. No obstante, la estructura del material narrativo tiene como objetivo más bien crear un laberinto interpretativo, en el cual el lector no sea capaz de determinar a qué bando pertenece realmente Snape —esto es, si su lealtad es hacia Dumbledore o hacia Voldemort—, más allá de querer crear un efecto sorpresa en los últimos pasajes —la revelación de la identidad del Príncipe—. Para lograr esto, Rowling recurre constantemente a argumentos y contraargumentos, y contrapone el discurso de Harry al de Dumbledore y el de otros personajes. La técnica foreshadowing —en la que un autor utiliza elementos de la trama provenientes de obras anteriores en un relato futuro— es constantemente empleada a fin de relacionar aspectos que se describen en La cámara secreta con el libro de pociones que Harry utiliza en el sexto libro.

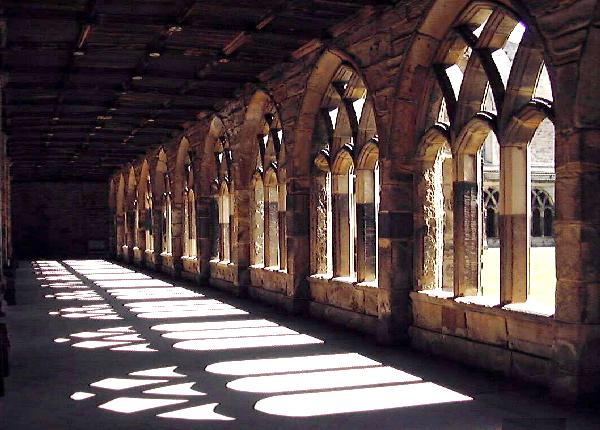
De acuerdo con diversos analistas del tema, el libro sugiere un tono más tenebroso a comparación con las demás novelas de Harry Potter.

### Ambientación y temáticas
Ciertos analistas de la novela señalaron que El misterio del príncipe aborda en su contenido una atmósfera más oscura en contraste con las novelas del ciclo novelístico que le preceden. La periodista Yvonne Zipp que escribe para The Christian Science Monitor catalogó el tono de la primera mitad de la novela más ligero a comparación con el que rodea los demás episodios del libro, lo que lograba suavizar el final infeliz próximo a venir. Liz Rosenberg, analista de The Boston Globe, expresó que «los momentos alegres [son] más escasos a medida que la serie se torna más oscura  [...] [se manifiesta] una nueva carga de tristeza y oscuridad. Tras haber leído dos tercios de la novela ya me había deprimido». Asimismo, comparó la ambientación del libro con las representaciones que Charles Dickens expone de Londres, es decir «melancólico, destruido, de oro iluminado, como cualquier personaje viviente». Christopher Paolini, no obstante, citó al tono oscuro como «desasosiegado» puesto que difería en gran parte con las anteriores entregas de Harry Potter. Liesl Schillinger, que contribuyó en The New York Times Book Review, mencionó asimismo que El misterio del príncipe resulta «mucho más oscuro», sin dejar de lado el «humor, romance y diálogo ágil» que también abordaba. De la misma manera sugirió una afinidad con los atentados del 11 de septiembre de 2001, pues a partir del quinto libro la serie comenzó a instituir una tendencia más oscura tras el suceso terrorista. David Kipen, cronista del periódico San Francisco Chronicle, dio a conocer su opinión acerca del paralelismo que encontraba con la oscuridad del libro y «nuestros tiempos paranoicos» y singularizó los toques de queda y búsquedas que fueron parte de la seguridad reforzada en Hogwarts como reminiscencia al mundo real.
Julia Keller, del Chicago Tribune, subrayó el humor del que Rowling hace gala en su novela y la citó como el éxito de la serie Harry Potter. Reconoció igualmente que «a veces los libros presentan oscuridad y miedo» pero «no hay oscuridad en El misterio del príncipe [... el libro] es tan inmenso que no puede ser rescatado por una risa o sonrisa forzada». Consideró que la autora concibe tiempos difíciles que pueden ser tratados con imaginación, esperanza, y humor; Keller expresa que el estilo de obras como A Wrinkle in Time de Madeline L'Engle y The Wind in the Willows de Kenneth Grahame tienen cierta equivalencia con el que la escritora británica construye sus libros.
El tema principal del libro es la muerte que, en palabras de la autora, ha estado desde el principio en su obra: «[en El misterio del príncipe] la muerte aparece no solo como palabra o pensamiento, sino como una posibilidad, una evidencia y una realidad». Incluso, no descarta que el tema de la pérdida de la inocencia está presente en sus textos: «Creo que desde La Orden del Fénix los han visto crecer» refiriéndose al desarrollo de sus protagonistas. De acuerdo con Rosenberg, los principales temas que El misterio del príncipe explora son el amor y la muerte y elogió la «afirmación de su enfoque en vidas humanas» que Rowling detalla. En su análisis declara que el amor se encuentra representado a través de diversas formas: el amor de padre a hijo, de profesor a estudiante, y los romances que florecen entre los personajes. Zipp, por otra parte, aseguró que la confianza y redención son los temas fundamentales del libro y que estos prometen continuar en el último libro, algo que consideró que «sería añadir una capa más amplia de matices y complejidad sobre algunos personajes que urgentemente lo puedan utilizar». Deepti Hajela también examinó el desarrollo de Harry como personaje, y concluyó que «ya no es un niño mago; es un hombre joven, determinado a buscar y afrontar los desafíos de un hombre joven». Paolini se expresa de una forma similar, al argumentar que «los niños [los protagonistas] han cambiado [...ahora] actúan como verdaderos adolescentes».

## Recepción

### Respuesta de la crítica
El libro se hizo acreedor a críticas sobresalientes por parte de la prensa internacional, que por lo general alabaron el giro narrativo de Rowling enfocado esta vez en un tono alejado del infantil. En su natal Reino Unido, además de haber recibido un considerable éxito comercial, el libro trajo consigo aprobación de varios diarios británicos. No obstante, en The Guardian, el crítico John Mullan escribió en una reseña que la novela carecía de forma, ausencia provocada por un supuesto desinterés de Rowling al involucrarse en otros aspectos de la serie.
Liesl Schillinger de The New York Times elogió los temas que introduce la novela, aunados al método de suspenso que se usa para culminar la trama. Admitió que lo que se destaca de Rowling se ajusta «no tanto por su lenguaje como lo es por su caracterización y elaboración de un argumento», resaltando el humor y creatividad de la que la escritora hacía uso más que la prosa con la que construía sus historias. Editores de Kirkus Reviews arrojaron en su reseña que el relato «dejará a los lectores satisfechos, asombrados, emocionados, aterrados, enfurecidos, encantados, tristes, sorprendidos, pensativos y probablemente cuestionándose qué tiene Voldemort entre manos, ya que solamente aparece en escenas retrospectivas». Opinaron también que el «ingenio irónico» de la autora se vuelve un «rotundo júbilo» y se referieron al clímax como «trágico, pero no incómodamente sorprendente», no obstante. Yvonne Zipp, que escribe para The Christian Science Monitor, recalcó en su columna dedicada a la novela después de su publicación el modo en el que Rowling gestiona una evolución de Harry a un adolescente, además del método que emplea para revelar elementos que a partir de La cámara secreta concernían a los lectores. Por otra parte, expresó que la novela «comienza a hacerse más pesada en exposición en ciertas situaciones» y que lectores familiarizados con la serie pueden prever el final entre que fluye la trama.
Christopher Paolini, periodista de Entertainment Weekly, puntualizó en dicha revista que el cambio de la atmósfera que rodea el ambiente resultaba «fuera de lugar» mientras este florecía, y elogió asimismo el desarrollo de los personajes; pese a sus indicaciones comentó que, a su juicio, Harry Potter y el cáliz de fuego seguía siendo el mejor de la serie. «El libro lleva consigo la insignia de genio en cada una de sus páginas» fue la frase con la que Liz Rosenber de The Boston Globe se sumó a los comentarios entusiastas. La periodista resaltó la imaginería y el tono tenebroso que la narración exponía, y reiteró que la autora se encontraba en un proceso de transición de fantasía a terror para el género de sus libros. El escritor Deepti Hajela, de Associated Press, exaltó el envejecimiento de Harry y sus tonos emocionales recién descubiertos. hasta el punto en que «los aficionados más jóvenes pueden notar que [la serie] ha crecido mucho». Emily Green de Los Angeles Times se posicionó a favor de la lectura, no obstante le inquietaba el asunto de que el sector infantil de lectores no pudiese controlarse ante el contenido de las páginas. Analista cultural, Julia Keller escribió para el Chicago Tribune: «[el libro es el] aditamiento más elocuente y sustancial de la serie hasta el momento»; incluso catalogó al humor como la clave del éxito de las novelas de la secuencia literaria Harry Potter.

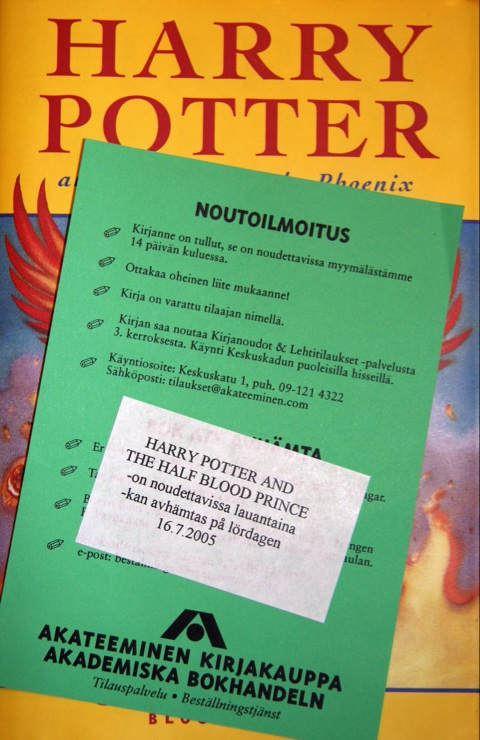
Etiqueta que aclama el preorden del libro de una librería finlandesa.

A su vez, de The San Francisco Chronicle, David Kipen se mostró más dividido puesto que manifestó que el «mayor problema» radicaba en el hecho de que Rowling «ha escrito ya seis de estos ladrillos. Incluso si estos comenzaban a consagrarse, ciertamente no se han refrescado». Al ser el penúltimo volumen de la serie, Kipen consideró que El misterio del príncipe fue en un principio redactado con el propósito de «marearnos más»; igualmente, incluyó en su análisis que el libro «juega a menudo como una mera insinuación del final por venir». Si bien objetó que la autora no era capaz de redactar escritos originales, asumió que las actitudes románticas llegaban a ser realistas; pese a ello, mencionó que la despedida de Harry con Ginny era una reminiscencia de situaciones similares con Batman y Superman.

### Ventas
Previo a su publicación, se preordenaron un total de 1,4 millones de ejemplares de El misterio del príncipe en Amazon.com, sitio web encargado de distribución y comercio electrónico, con lo que rompió el récord que sostenía anteriormente su predecesor con 1,3 millones de copias. La cadena de librerías Barnes & Noble arrojó, en uno de sus registros, que el número de reservaciones sobrepasaba el millón de copias, cifra que lo situó como el libro con mayor número de preórdenes de esa librería en aquel tiempo.
El arranque de El misterio del príncipe consistió de una tirada inicial de 10,8 millones de ejemplares, una cantidad sin precedentes. Durante las primeras 24 horas de que el libro fuese lanzado, las ventas alcanzaron las nueve millones de copias en todo el mundo; de estas, dos millones en el Reino Unido y cerca de 6,9 en los Estados Unidos, asunto que instó a Scholastic a apresurar otros 2,7 millones a imprimir. Dos semanas después de su tirada inicial, El misterio del príncipe se perfilaba ya como el libro más vendido del año. En las primeras nueve semanas de haber salido a la venta, se registró un monto de 11 millones de ejemplares de la edición estadounidense vendidos para entonces. La versión anglosajona del audiolibro, que cuenta con la voz de Jim Dale, también superó algunos récords de venta, puesto que 165 000 fueron adquiridas en tan solo dos días, con lo que superó así a la adaptación audiofónica de La Orden del Fénix en un 20%.

### Premios
Tras la publicación y la recepción de la crítica especializada, la novela ganó diversos premios por parte de varios sectores literarios. En su nativo Reino Unido, la novela recibió el premio «Libro del año» en la ceremonia de premiación de los galardones British Book de 2006 y el «Royal Mail Award for Scottish Children's Books» de 2006 para la franja de lectores de 8 a 12 años de edad. Entre los galardones en el mundo angloparlante destacan el Premio Pluma por «Best Book of the Year» y «Best Children's Book», así como el reconocimiento de la American Library Association al listar el libro en «Mejores libros para jóvenes adultos» de 2006.
A continuación los galardones que le fueron otorgados a El misterio del príncipe:
| Año  | Distinción                                      | Categoría                                                                       | Referencia    |
| ---- | ----------------------------------------------- | ------------------------------------------------------------------------------- | ------------- |
| 2006 | British Book                                    | «Libro del año»                                                                 | [ 55 ]        |
| 2006 | Nickelodeon's Choice                            | «Libro del año»                                                                 | [ 60 ]        |
| 2006 | Asociación de Bibliotecas de los Estados Unidos | «Mejores libros para jóvenes adultos»                                           | [ 61 ]        |
| 2005 | The New York Times                              | «100 libros notables del año»                                                   | [ 62 ]        |
| 2006 | Royal Mail                                      | «Libros para niños escoceses para las edades 8-12»                              | [ 56 ]        |
| 2005 | Pluma                                           | «Book of the Year» y «Quill Children's Chapter / Middle Grade Book of the Year» | [ 57 ] [ 58 ] |
| 2005 | Oppenheim Toy Portfolio                         | «Platinum Seal»                                                                 | [ 63 ]        |
| 2005 | CCBC Choices                                    | «CCBC Choice»                                                                   | [ 63 ]        |
| 2005 | Cuffie de Publishers' Weekly                    | «Best Sequel» y «Biggest Sales Disappointment»                                  | [ 64 ]        |
| 2006 | Booklist Editor's Choice                        | «Booklist Editor's Choice»                                                      | [ 65 ]        |
| 2006 | Chicago Public Library                          | «Older Fiction»                                                                 | [ 66 ]        |

La novela también resultó nominada en la categoría del premio «Children's Choice» que concede el Estado de Nueva York, además en la categoría «Indian Paintbrush Book Award» realizada en 2006.

### Reacciones sociales

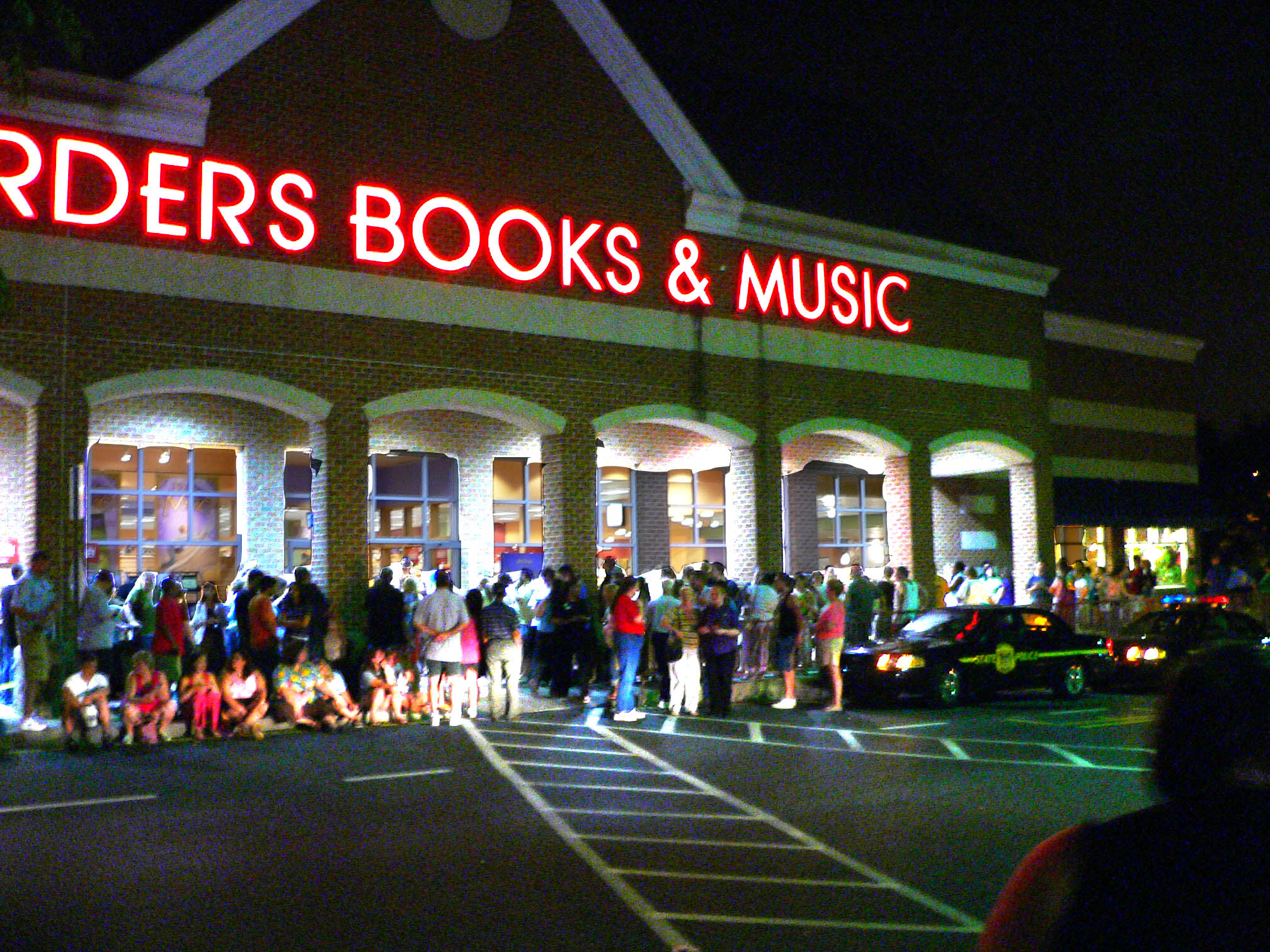
Una multitud espera en cola en las afueras de una librería Borders en Newark, Delaware para el lanzamiento de medianoche del libro.

El lanzamiento de la novela trajo consigo festejos y concursos en distintas librerías y centros comerciales en todo el mundo que, aun cuando no eran organizadas por estos, los aficionados posibilitaban su realización (tan solo en Estados Unidos se aproximó un total de 5000 de estas alrededor del país). Las fiestas de medianoche se popularizaron gracias a la comunidad de fanáticos a partir del lanzamiento del cuarto libro de la serie, convirtiéndose en una de sus señas de identidad. Incluso, las largas filas que se hicieron en su momento para adquirir una copia de El misterio del príncipe agilizaron su promoción. La cadena de librerías WH Smith canceló un evento de medianoche previsto en la estación del tren subterráneo King's Cross dados los contemporáneos atentados del 7 de julio en la ciudad.
Investigadores en Oxford descubrieron que en las semanas siguientes a la publicación de El misterio del príncipe, ingresaron a las salas de emergencias de Londres una cantidad considerable de niños que presentaban un diagnóstico descrito como «Dolor de cabeza de Hogwarts», término acuñado por un doctor en una carta al New England Journal of Medicine poco antes de lanzamiento de La Orden del Fénix. Este consiste pues en una cefalea tensional probablemente acompañada por dolores de muñeca y cuello; la causa de estos dolores de cabeza recaía en la tensión producida por largas sesiones de lectura de los libros de Harry Potter.
Como previamente había sucedido con las anteriores entregas de la secuencia novelística, la obra también se distribuyó ilegalmente vía online dadas las flitraciones de todas sus páginas. Fuera del panorama electrónico, también comenzó una masiva piratería del libro que ofrecían diversos descuentos en múltiples países; de hecho, para aquel tiempo se registró que era el libro que más rápido se comercializó ilegalmente (no habían pasado más de 12 horas para que el libro completo circulara en Internet). Gracias a la rápida difusión, la frase «Snape kills Dumbledore» («Snape mata a Dumbledore») se convirtió en todo un meme de Internet que impulsó todo tipo de videos y gráficos.
Una semana antes del lanzamiento, el entonces cardenal Joseph Ratzinger –posteriormente el Papa Benedicto XVI– dio permiso de publicar su respuesta al envío de la obra Harry Potter: El bien o el mal que Gabriele Kuby escribió y le había otorgado; Ratzinger describió las novelas como una influencia potencialmente corruptora sobre los niños y afirmó que las mismas poseían «sutiles seducciones, que actúan de manera subliminal y que por lo tanto distorsionan profundamente la cristiandad en el alma antes de que se pueda desarrollarse adecuadamente». Al libro también se le atribuye la aureola que presenció la empresa de Amazon.com en el año 2005, que se tradujo en un ascenso de ventas en un 25%, con $1.75 mil millones de dólares ganados durante el tercer trimestre del año.

## Traducciones
Harry Potter y el misterio del príncipe fue lanzado simultáneamente en el Reino Unido, Estados Unidos, Canadá, Australia, Nueva Zelanda y Sudáfrica. Junto con el resto de los volúmenes de la serie literaria de Harry Potter, finalmente se realizaron un total de 67 versiones diferentes del libro de un idioma distinto cada una. Incluso, tanto Bloomsbury como Scholastic lanzaron versiones en lenguaje braille para la comunidad invidente. No obstante, con la finalidad de mantener en secreto el argumento, las traducciones autorizadas (es decir, aquellas que difundirían las editoriales propietarias de los derechos de cada lenguaje) solamente podían empezar después de que el libro fuese publicado en inglés. Por lo tanto, se dio un retardo de varios meses hasta que las traducciones estuvieran disponibles, aunque los ya traducidos poseían una fecha de lanzamiento programada como máximo hasta la etapa otoñal de 2005.
En Alemania, un grupo de «traductores por pasatiempo» ofrecieron en línea descargas en formato PDF de traducciones no autorizadas del contenido a otras lenguas 45 horas pasadas del lanzamiento oficial, mucho antes de que el traductor alemán Fritz Klaus traduciese y publicase el libro. Para evitar disputas legales, los aficionados se comprometieron a no distribuir sus esfuerzos a terceros. La portavoz Katrin Hogrebe puntualizó al portal de noticias Netzeitung: «No hubiésemos emitido un juicio contra un grupo de personas que traducían en grupo en su cocina». Tanta fue la impaciencia para leer el libro en Francia, que su edición británica alcanzó el top 5 de la lista francesa de best sellers.
Pese a las constantes demandas efectuadas por los fanáticos hispanohablantes por una traducción en español oficial lo más pronto posible en ese entonces, la misma no se ofreció a la venta sino a partir del 23 de febrero de 2006, junto con la edición en catalán. La traducción llegó al mercado hispanohablante en tres ediciones: una para Sudamérica, otra para México, Centroamérica y el mercado hispano de Estados Unidos y la tercera para España; razón de ello reposa en los diferentes modismos locales de cada región y cambios de palabras más adecuadas para posibilitar un mejor entendimiento por parte de los lectores. Una característica destacable y distintiva de la traducción fue la elección de los editores por el título del libro. El mismo, si bien significa literalmente Harry Potter y el príncipe mestizo, fue titulado Harry Potter y el misterio del príncipe. Ante esto, se desató un descontento por parte de los seguidores de la serie que prefirieron el título original. La supervisora principal de adecuar el traspaso a español neutro, María José Rodríguez Murguiondo, manifestó que el título escogido es más apropiado que la traducción literal del inglés pues «“Half-Blood” alude tanto al apellido del príncipe como al misterio de su linaje». Gustavo Puerte Leisse señala que «Esta variación es muy significativa ya que pone de manifiesto la presencia del imperativo de lo políticamente correcto que tanto asfixia la producción local de literatura infantil y juvenil». La distribución del libro se llevó a cabo mediante el mayor estricto anonimato posible con la finalidad de evitar lo ocurrido en el lanzamiento del tomo anterior, La Orden del Fénix, cuando una camioneta fue asaltada y los libros robados.

## Ediciones
A partir de su lanzamiento en formato con tapa dura el 16 de julio de 2005, El misterio del príncipe ha atravesado diversos formatos y ediciones. El 23 de junio del 2006, como ejemplo más cercano a su lanzamiento inicial, se publicó la versión en bolsillo para el mercado británico. Dos días después, el 25 de julio, este tipo de versión se lanzó asimismo en Canadá y Estados Unidos, país en el que la tirada inicial se constituyó de alrededor de dos millones de copias. Con motivo de la celebración de la publicación de edición tipo bolsillo estadounidense, Scholastic organizó un sorteo de seis semanas en el que participantes fanáticos de la serie se inscribieron en una encuesta en línea con el objetivo de que adquirieran premios.
Simultánea a la publicación de tapa dura original se lanzó la edición de Reino Unido para adultos, con una distinta cubierta de portada, y cuya edición de bolsillo también se publicó el 23 de junio del año posterior. El 16 de julio del mismo año, la «edición de lujo» de la editorial Scholastic, la cual incorporó ilustraciones especiales de Mary Grandpré, incluyó una impresión de casi 100 000 copias. Similarmente, para el caso británico, Bloomsbury hizo estreno de su «edición especial» el 6 de julio de 2009 y tras esto le siguió la «edición de firma» de formato de bolsillo el 1.º de noviembre del 2010 con la finalidad de «atraer a la próxima generación de lectores que no “crecieron” al lado de Harry Potter y por lo tanto aún no han experimentado la vívida sensación que brinda Hogwarts».

## Adaptaciones

### Audiolibro
El libro, como todas las novelas de la serie, también fue publicado en el formato audiolibro en su idioma original. Esto sucedió a manera de acompañamiento de la versión real de la novela en inglés en su publicación original del 16 de julio de 2005 y contó con la voz del actor Stephen Fry para la versión distribuida en Gran Bretaña, mientras que en la versión de los Estados Unidos la narración estuvo a cargo de Jim Dale, quien viajó por distintas ciudades importantes del país para realizar una campaña promocional de su trabajo. Además, las versiones se comercializaron ya fuesen en formato casete (12 unidades de estos) y CD (18 discos). Así como ocurrió con las traducciones de la novela, los formatos de audio para otros idiomas nunca se publicaban el día de la versión en inglés, de modo que los traductores iniciaban su trabajo después del lanzamiento del audiolibro en inglés. No hubo en sí una versión oficial en idioma español, puesto que para la serie literaria únicamente se editó el primer volumen, Harry Potter y la piedra filosofal.

### Película

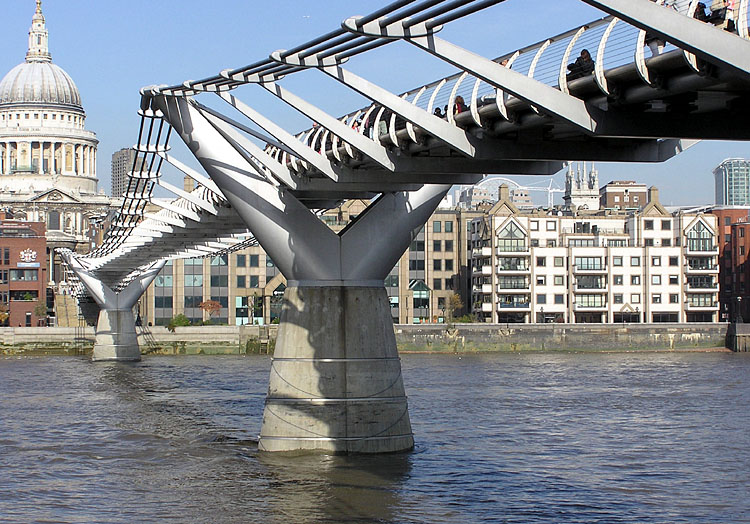
En la adaptación cinematográfica de la novela, el Puente del Milenio es destruido con el fin de hacer hincapié en la prevalencia del lado Oscuro en el «mundo muggle».

Cumpliendo con el acuerdo que Rowling firmó con Warner Bros., el estreno mundial de la adaptación cinemática del sexto libro iba a realizarse en un primer momento el 21 de noviembre de 2008, pero la fecha se atrasó hasta julio de 2009. Esto se debió a que la huelga de guionistas que tuvo lugar a principios de 2008 había retrasado varios proyectos de alto impacto en las taquillas cuyo estreno la compañía había planificado para 2009. Esta solución que sugirió la empresa generó el descontento de muchos de los seguidores de la serie; no obstante, el filme –estrenado en cines el 15 de julio de 2009– consiguió ingresar lo suficiente en la taquilla como para colocarse entre las películas más exitosas del año (fue el segundo mayor éxito de taquilla después de la superproducción Avatar) debido a que recaudó una cantidad estimada de USD 934 millones en todo el mundo.
Dirigido por David Yates –quien ya había dirigido la entrega anterior– y la adaptación del guion gracias a Steve Kloves, el largometraje fue producido por David Heyman y David Barron, poseedores de la productora encargada de la distribución de las películas. De esta manera, El misterio del príncipe les valió una nominación a los premios Óscar en la categoría de «Mejor fotografía».

### Videojuegos
Basado libremente en la novela homónima, la empresa Electronic Arts desarrolló y comercializó el videojuego Harry Potter y el misterio del príncipe en el año de 2009 para que coincidiese con el estreno de la película del mismo nombre. Oficialmente lanzado el 30 de junio en Estados Unidos y Canadá, el 2 de julio en Australia y el 3 del mismo mes en el mercado europeo, inicialmente el videojuego tenía una fecha de publicación programada para el 21 de noviembre de 2008. Electronic Arts distribuyó y lanzó al mercado el juego para las plataformas PC (con los sistemas operativos Microsoft Windows y Mac OS), Nintendo DS, Wii, PlayStation 2, PlayStation 3, PlayStation Portable, Xbox 360, y para sistemas operativos del esquema móvil de smartphones.
Asimismo, el videojuego Lego Harry Potter: Years 5-7 adopta en su historia un año completo asociado con la cuestión argumental de El misterio del príncipe. Lego Harry Potter: Years 5-7 fue producido por TT Games y lanzado el 15 de noviembre de 2011. Desde entonces el videojuego está disponible para las consolas PlayStation 3, Xbox 360, PlayStation Portable, PlayStation Vita, Wii, Nintendo DS, Nintendo 3DS y los sistemas operativos Microsoft Windows y el móvil iOS.